# Bahía de Cartagena de Indias
Die Bahía de Cartagena de Indias, auch Bahía de Cartagena ist eine Meeresbucht vor Cartagena an der Karibikküste Kolumbiens im Departamento de Bolívar. Nördlich davon liegt Ciénaga de la Virgen (deutsch Sumpf der Jungfrau), eine Küstenlagune mit Meeresverbindung, südlich die Bahía Barbacoas.

## Geographie
Die Bucht öffnet sich nach Westen hin zum Karibischen Meer. Einen Großteil des Zugangs versperrt die Isla de Tierra Bomba. Die nördlich davon gelegene Einfahrt in die Bucht, mit einer Breite von 1,9 km, wird Bocagrande (deutsch Großer Mund) genannt. Sie hat eine Wassertiefe von nur 2 m, da bereits in der Kolonialzeit hier unter der Wasseroberfläche Wellenbrecher angelegt wurden. Die südlich der Insel gelegene Zufahrt heißt Bocachica (deutsch kleiner Mund). Sie ist 0,5 km breit und hat eine Wassertiefe von 23 m. Den südlichen Abschluss bildet die Halbinsel Barú. Die Bucht ist über den Kanal El Dique im Süden mit dem Río Magdalena verbunden. Am Nordufer der Bucht liegt die kolumbianische Stadt Cartagena de Indias.
Die Bucht hat eine Fläche von 82 km² und eine Wassertiefe von bis zu 30 m (mittlere Wassertiefe 16 m).

## Geschichte
Um die Einfahrten in die Bucht entbrannte 1741 während der Belagerung von Cartagena ein erbitterte Kampf zwischen spanischen und britischen Truppen. Mit der Versenkung ihrer Kriegsschiffe in den schmalen Fahrtrinnen konnten die Spanier die Einfahrt der Briten zwar nur verzögern, die Stadt aber wurde erfolgreich verteidigt.